# Шак-Шак
Шак-Шак (кирг. Шак-Шак) — село в Кадамжайском районе Баткенской области Кыргызстана. Административно подчинено администрации города Айдаркен.

## География
Село расположено в восточной части области, юго-восточнее города Айдаркен, на расстоянии приблизительно 38 километров (по прямой) к юго-западу от города Кадамжай, административного центра района.

## Население
Согласно оценочным данным Национального статистического комитета Кыргызской Республики, численность населения села на начало 2023 года составляла 1199 человек.
| год     | 2009 | 2014 | 2015 | 2020 | 2021 | 2023 |
| ------- | ---- | ---- | ---- | ---- | ---- | ---- |
| человек | 914  | 773  | 1010 | 1082 | 1126 | 1199 |